# Vorticeros luteum
Vorticeros luteum är en plattmaskart. Vorticeros luteum ingår i släktet Vorticeros och familjen Cylindrostomidae. Inga underarter finns listade i Catalogue of Life.